# Prager’s Biertunnel

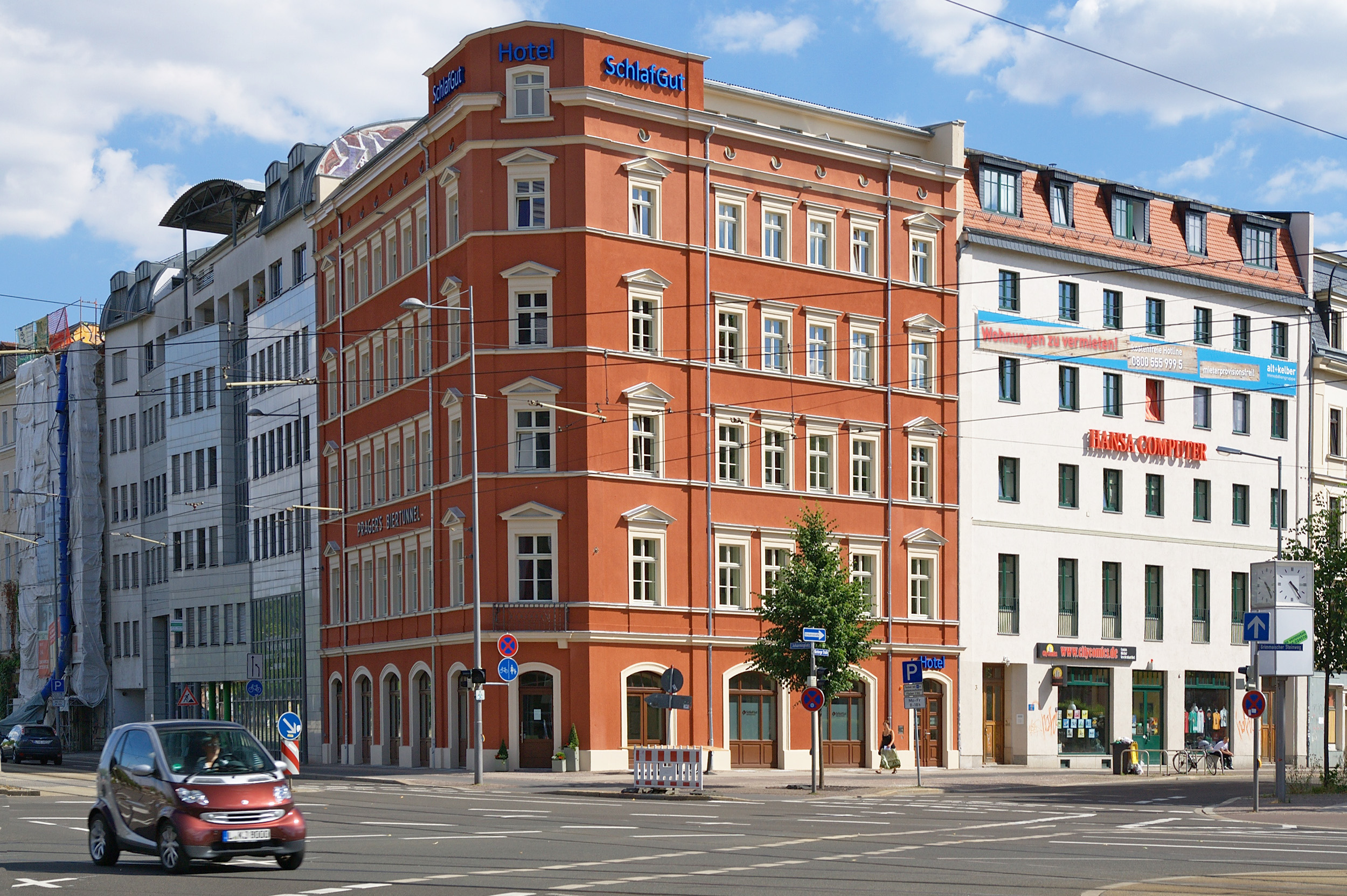
Das Haus Prager’s Biertunnel mit dem Hotel Schlafgut (2010)

Prager’s Biertunnel ist der Name eines Geschäftshauses in Leipzig. Es steht in der Nürnberger Straße 1 / Ecke Johannisplatz im Ortsteil Zentrum-Südost und zählt zum Graphischen Viertel. Das Gebäude genießt Denkmalschutz.

## Architektur
Prager’s Biertunnel ist ein sechsgeschossiges Gebäude in geschlossener Bebauung in Ecklage mit einer roten Putzfassade. 
Da die Nürnberger Straße nicht rechtwinklig auf den Johannisplatz trifft, schließen die beiden Fronten des Gebäudes einen Winkel von nur 68 Grad ein.

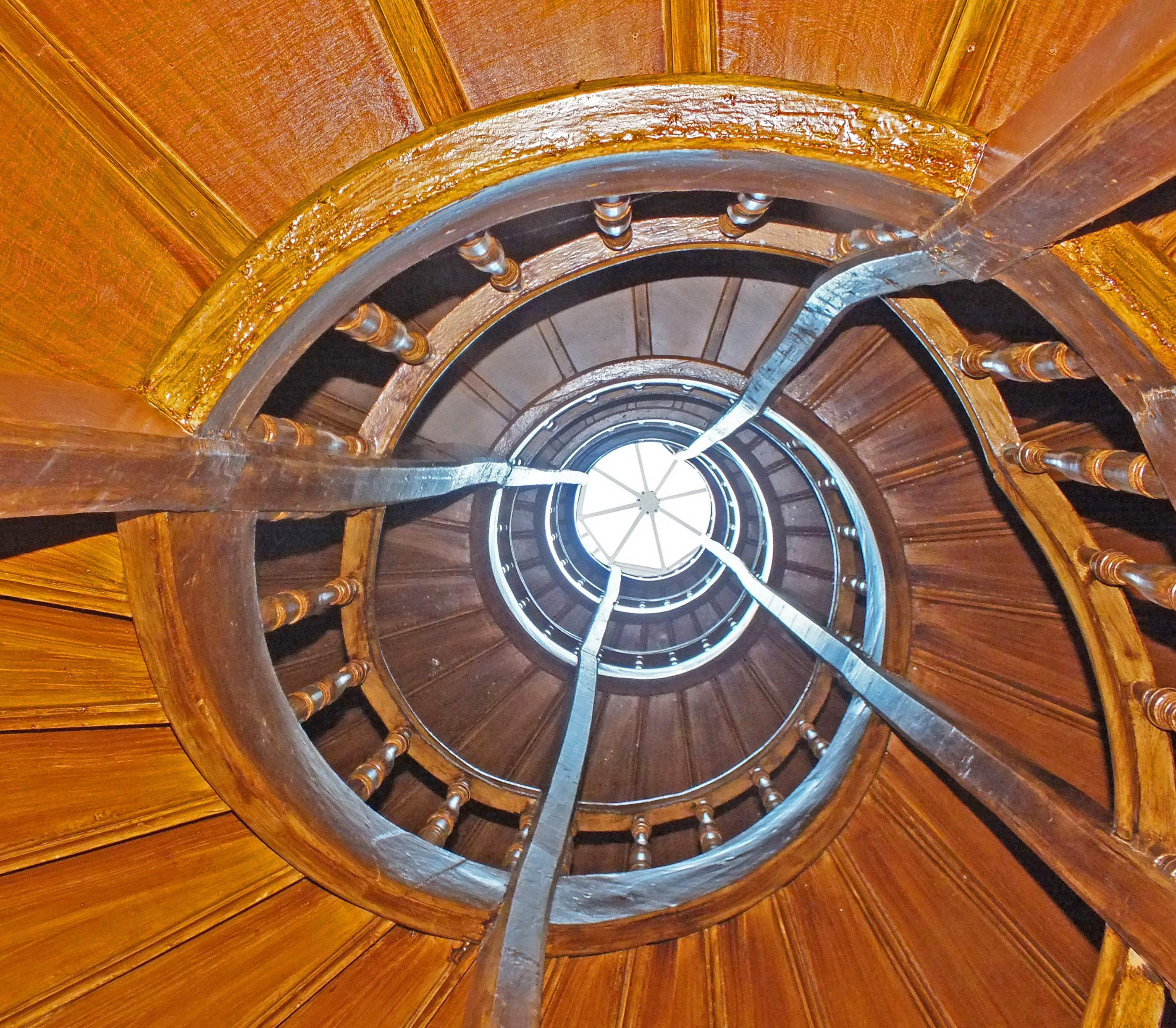
Das runde Treppenhaus mit Glaskuppel (2022)

Der Bereich der verbrochenen Ecke und die Frontenden treten als leichte Lisenen hervor. Nach der Nürnberger Straße weisen sechs Fensterachsen, nach dem Johannisplatz acht. Die giebelartigen Verdachungen einiger Fenster und die horizontalen Fensterverbindungen weisen auf den Klassizismus hin. Im Erdgeschoss sind Achsen zusammengefasst und Türen und Fenster als Rundbögen gestaltet. Nach der Johannisplatz-Seite ist über der ersten Etage der Name des Hauses zu lesen.
Eine architektonische Besonderheit ist das zentrale Treppenhaus. Es ist kreisförmig mit einem runden Treppenauge, gebogenen Doppeltüren und einer gläsernen Lichtkuppel.

## Geschichte
1859 wurde in der Kirchstraße 1, wie der nördliche Teil der heutigen Nürnberger Straße bis 1870 hieß, ein Wohnhaus mit einer Gaststätte im Erdgeschoss errichtet. Bauherr und Besitzer war der Buchhändler Gustav Adolf Hoffmann. Die Bewirtschaftung der Gaststätte übernahm 1862 der „Restaurateur“ Carl Friedrich Anton Prager. Er benannte den Gasthof Prager’s Biertunnel, wohl mit Bezug auf das Gewölbe in den Gasträumen, als auch möglicherweise in Anlehnung an die in der Innenstadt erfolgreiche Gaststätte Zills Tunnel. 1873 wurde Prager Besitzer des gesamten Anwesens.

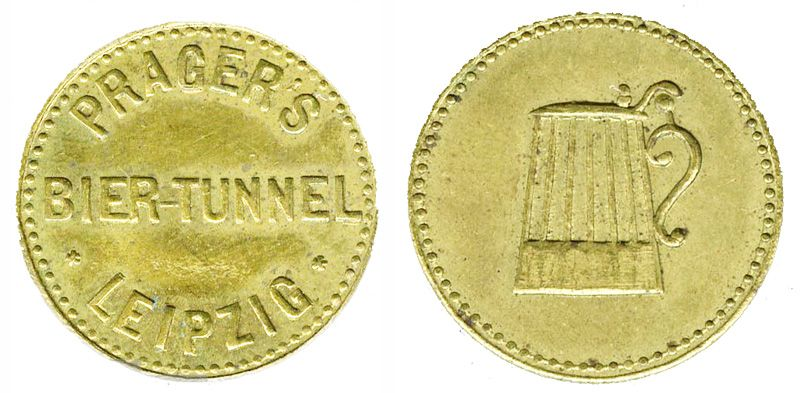
Biermarke aus Prager’s Biertunnel (um 1900)

1887 erwarb der Rittergutsbesitzer und Besitzer der Brauerei Klein-Crostitz F. Oberländer das Gebäude, die Gaststätte betrieb E. F. Vetter und ab 1891 C. Hermus. 1899 übernahm A. Scheller die Gastwirtschaft. 1908 wurde das Gebäude bis zur Enteignung 1946 Eigentum der Crostitzer Brauerei. Ab 1909 führte Carl Stammer das Lokal und ab 1916 seine Witwe Alma bis zur Übernahme 1939 durch ihren Sohn Kurt.
Für 1952 wird berichtet, dass die „Kurbadeanstalt“ von Curt Harders im zweiten Stock des Gebäudes baupolizeilich geschlossen wurde. Ab 1965 wohnte der spätere Kabarettist und Autor Bernd-Lutz Lange als Student auch einige Zeit bei seiner Tante in dem Haus Prager’s Biertunnel.
Während der DDR-Zeit verfiel das nun der Stadt gehörende Haus so weit, dass die kommunale Leipziger Wohnungs- und Baugesellschaft (LWB) nach 2000 den Abbruch des Gebäudes vorsah, vor dem es 2008 durch die Sanierung durch die Wiesbadener ASE Bauträger AG gerettet wurde. Bei der Sanierung wurde ein sechstes Stockwerk hinzugefügt, das eingerückt und von der Straße nicht sichtbar ist. Der Wohnbereich wurde in ein Apartment-Hotel umgewandelt, das im März 2010 als Hotel „SchlafGut“ eröffnet wurde. Seit 2018 residiert in den Gasträumen im Erdgeschoss das Katzencafé „Katzentempel“.